# Wels
Wels je statutarni grad u austrijskoj saveznoj državi Gornjoj Austriji.

## Zemljopis
Wels nalazi se u Hausruckviertelu na nadmorskoj visini od 317 metara. Od sjevera do juga proteže se 9,5 km, od zapada prema istoku preko 9,6 km. 3,4% površine je prekriveno šumom, 23,5% se koristi za poljoprivredu.

## Povijest
Područje Welsa je bilo naseljeno još u neolitiku, a dobilo je na važnosti u rimsko doba, jer se nalazilo u središnjem dijelu pokrajine Noricum. Oko 120. godine Wels je dobio prava rimskog grada pod imenom Municipium Ovilava. Oko 215., car Karakala ga je nazvao Colonia Aurelia Antoniana Ovilabis, u to vrijeme, u gradu već živi 18.000 stanovnika. Međutim potpuno je izgubio svoju važnost s krajem rimske vladavine.
Bio je manje trgovačko središte u srednjem vijeku. 1222., za vrijeme vladavine obitelji Babenbergera, ponovno je dobio gradska prava. car Maximilian I umro je u Welsu 12. siječnja 1519., nakon što su mu građani zabranili pristup u Innsbruck. Tijekom Drugog svjetskog rata, u gradu je postojao sabirni logor. 18. siječnja 1964. postao je statutarni grad.

## Stanovništvo
Prema popisu stanovništva iz 2011. godine u gradu živi 58.713 stanovnika, dok je prosječna gustoća naseljenosti 1279 stan./km²

### Hrvati u Welsu
U Welsu i okolici nastanjena je značajna hrvatska manjina. Čine ju pretežito doseljenici iz Bugojna i Kotor Varoša, ali i iseljenici iz drugih krajeva RH i BiH. Prema popisu iz 2001. u samom gradu Welsu nastanjeno je 3.297 osoba koje navode hrvatski kao svoj materinji jezik (5,8% ukupnog stanovništva). Okupljaju se oko Hrvatskog doma u Welsu koji je učlanjen u Zajednicu hrvatskih udruga u Gornjoj Austriji. Dom ima kulturno-umjetničke i športske sekcije. Najpoznatija je Hrvatica u Welsu Ivona Dadić.

## Šport
Od 1974. održava se malonogometni turnir Welser Stadtmeisterschaft.

## Vanjske poveznice
- Službene stranice grada

### Ostali projekti
|  | Zajednički poslužitelj ima još gradiva o temi Wels |